# میان چنو
میان چنو (به انگلیسی: Mian Channu) یک شهر در پاکستان است که در ناحیه خانیوال واقع شده‌است.